# 贝勒河畔塞勒
贝勒河畔塞勒（法語：Celles-sur-Belle，法語發音：[sɛl syʁ bɛl]）是法国德塞夫勒省的一个市镇，属于尼奥尔区。2019年，市镇圣梅达尔并入贝勒河畔塞勒。

## 地理
贝勒河畔塞勒（46°15'43"N, 0°12'40"W）面积37.24 平方千米、41.37 平方千米，位于法国新阿基坦大区德塞夫勒省，该省份为法国西部内陆省份，北起曼恩-卢瓦尔省，西接旺代省，南至夏朗德省和滨海夏朗德省，东临维埃纳省。
与贝勒河畔塞勒接壤的市镇（或旧市镇、城区）包括：博赛-维特雷、梅勒、佩里涅、圣罗芒莱梅勒、艾贡迪涅、布吕兰。
贝勒河畔塞勒的时区为UTC+01:00、UTC+02:00（夏令时）。

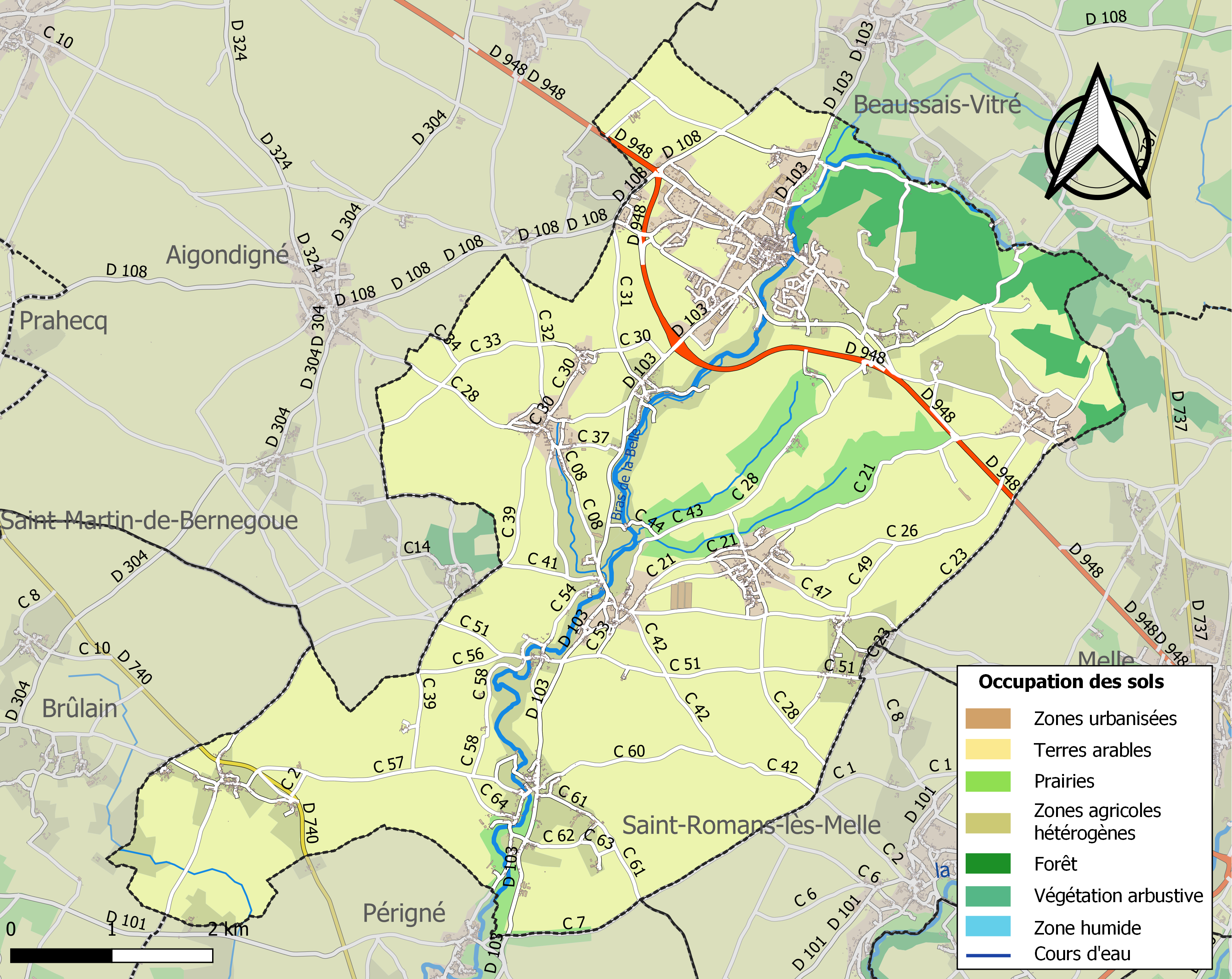
贝勒河畔塞勒的OSM定位图

## 行政
贝勒河畔塞勒的邮政编码为79370，INSEE市镇编码为79061。

## 政治
贝勒河畔塞勒所属的省级选区为贝勒河畔塞勒县，同时也是该县的中央投票站所在地。

## 人口

1962-2008年间贝勒河畔塞勒人口变化图示

贝勒河畔塞勒于2022年1月1日时的人口数量为3834人。